# Temperatura Máxima
Temperatura Máxima é uma sessão de filmes brasileira exibida pela TV Globo desde 3 de janeiro de 1989. É exibida nas tardes de domingo e destina-se a um público variado. 
Além de exibir filmes de ação e aventura, também exibe produções de diversos outros gêneros, em sua maioria comédias, animações e infantojuvenis.

## História
Sua primeira exibição foi no início de 1988, quando era apenas um especial de verão. Sua estreia oficial foi em 3 de janeiro de 1989 após a novela Vale Tudo, com o filme Comando para Matar. Passando aos domingos ainda em 1989, substituindo as séries que até então ocupavam a programação do domingo à tarde e o Vídeo Show que foi para os sábados.  Entre 1999 e 2001, mudou dos domingos para os sábados, devido a acirrada disputa pela audiência nos domingos que faziam com que a sessão não tivesse espaço na programação, como o Planeta Xuxa e o Gente Inocente. Retornou ao seu dia tradicional em 1° de abril de 2001, antes do Planeta Xuxa, exibindo o filme Titanic. Entre 2000 e 2017, devido à restrição horária da classificação indicativa, imposta pelo governo federal, filmes com classificação indicativa superior a Livre e 10 Anos ficaram restritos a horários noturnos. Por conta disso, a sessão foi aderindo a filmes mais leves, porém, sem abrir mão de filmes de ação e aventura. Somente em 31 de agosto de 2016, a classificação indicativa que na verdade era impositiva e proibitiva, foi derrubada pelo Supremo Tribunal Federal (STF), que a considerou inconstitucional.
No dia 23 de julho de 2017, um fato inédito: a Temperatura Máxima exibiu, pela primeira vez, um filme com classificação de 12 anos. O filme em questão foi G.I. Joe: Retaliação, que não foi editado ao extremo. Em 7 de fevereiro de 2016, pela primeira vez, exibiu dois filmes em sequência. Em relação a outra novidade, o filme A Múmia, lançado em 2017, de fantasia e terror, foi exibido em 2020. Trata-se do primeiro filme que incluiu terror na Temperatura Máxima.
No dia 17 de fevereiro de 2019, um segundo fato inédito: a Temperatura Máxima exibiu, pela primeira vez, um filme com classificação de 14 anos. O filme em questão foi Maze Runner: Correr ou Morrer.
Por conta do segundo turno das eleições municipais, do cancelamento da exibição da Escolinha do Professor Raimundo e o atraso do Grande Prêmio de Bahrein da Fórmula 1, e sem a tradicional partida de futebol, a sessão foi exibida até 17h40, no dia 29 de novembro de 2020, com a exibição do filme: Capitão América: Guerra Civil.
Desde 17 de janeiro de 2021, a sessão vinha sendo exibida mais cedo, após o Esporte Espetacular, e antecedendo na grade os programas The Voice + ou The Voice Kids e o Zig Zag Arena (cujo espaço na grade, semanas depois, foi substituído pelo The Masked Singer Brasil). Na sua estreia em novo horário, foi exibido o filme Até que a Sorte Nos Separe 3: A Falência Final.
Entre os dias 24 de dezembro de 2023 e 7 de abril de 2024, a sessão voltou a ser exibida no horário das 14h20, ocupando o espaço dos extintos programas exibidos na faixa, além de preparar terreno para o Domingão com Huck, que ganhou duas edições com o início do Campeonato Brasileiro de Futebol. A faixa atual da sessão foi ocupada temporariamente pela nova versão da série Magnum, P.I..
Em 20 de julho de 2025, devido a uma falha técnica, a sessão exibiu o filme Jurassic World: Fallen Kingdom em inglês e sem legenda, durante um período de 10 minutos. O erro foi resolvido na sequência.

## Exibições especiais
Em algumas datas comemorativas que caem próximas ou no dia de exibição da sessão, são exibidos filmes temáticos com o dia em questão. Por exemplo, no domingo de páscoa, dia das mães e dia dos pais.

### Páscoa
Em 1 de abril de 2018, para comemorar o domingo de páscoa, a sessão exibiu dois filmes seguidos: Hop: Rebelde sem Páscoa e A Bela e a Fera. Em alguns estados, o primeiro horário foi exibido com o título de Sessão de Páscoa.  Em 21 de abril de 2019, a sessão exibiu o filme Frozen: Uma Aventura Congelante.
Em 12 de abril de 2020, a sessão exibiu novamente o filme Hop: Rebelde sem Páscoa. Em 4 de abril de 2021, a data foi comemorada com a exibição do inédito Pedro Coelho.

### Dia das Mães
Em 14 de maio de 2017, em homenagem ao dia das mães, a sessão transmitiu o filme Valente. Em 13 de maio de 2018, a data foi comemorada com a exibição do filme Minha Mãe é Uma Peça.
Em 10 de maio de 2020, ocorreu a exibição do filme Fala Sério, Mãe!. O feito se repetiu novamente em 9 de maio de 2021, quando foi exibido o filme Um Sonho Possível.

### Dia dos Pais
Em 9 de agosto de 2015, em homenagem ao dia dos pais, a sessão exibiu o filme Gente Grande. Em 13 de agosto de 2017, foi exibido o filme Kung Fu Panda 2. Em 9 de agosto de 2020, o longa exibido foi Uma Família de Dois. No ano seguinte, em 8 de agosto de 2021, aconteceu a exibição do filme Meu Malvado Favorito 3.

### Dia das Crianças
Em 11 de outubro de 2020, a sessão exibiu o filme Trolls, como comemoração ao dia das crianças. Em 10 de outubro de 2021, também em comemoração ao dia das crianças, foi exibido o filme Homem-Aranha: De Volta ao Lar.

### Natal
Em 25 de dezembro de 2016, em comemoração a véspera de natal, aconteceu a exibição do filme Operação Presente. Em 24 de dezembro de 2017 foi exibido na sessão o filme inédito Frozen: Uma Aventura Congelante. No mesmo dia, também foi transmitido o curta metragem Olaf - Em uma Nova Aventura Congelante de Frozen

## Filmes mais exibidos
Em 2017, a revista Veja-SP elaborou uma lista com os filmes mais exibidos na Temperatura Máxima até aquele momento. Entre eles, os que contavam naquele momento com cinco ou mais exibições eram os seguintes:
- Oito vezes: Shrek;
- Sete vezes: O Terno de 2 Bilhões de Dólares;
- Seis vezes: Bater ou Correr em Londres, O Mundo Perdido: Jurassic Park, Todo-Poderoso, Transformers, Um Tira Muito Suspeito, Vovó... Zona;
- Cinco vezes: A Creche do Papai, As Crônicas de Nárnia: O Leão, A Feiticeira e o Guarda-Roupa, Homem-Aranha, Indiana Jones e a Última Cruzada, Karatê Kid, Madagascar, O Dia Depois de Amanhã, Pequenos Espiões, Volta ao Mundo em 80 Dias: Uma Aposta Muito Louca.